# Alto Reno
L'Alto Reno (Haut-Rhin, in alsaziano Owerèlsass o Owerrhii) è un dipartimento francese della regione Grand Est.

## Geografia
Il territorio del dipartimento confina con i dipartimenti del Territorio di Belfort (Territoire de Belfort) a sud, dei Vosgi (Vosges) a ovest e del Basso Reno (Bas-Rhin) a nord, oltre che con la Germania (Land Baden-Württemberg) a est e con la Svizzera (cantoni Basilea Città, Basilea Campagna, Soletta e Giura) a sud-est.
Oltre a Colmar, le principali città del dipartimento sono: Altkirch, Guebwiller, Mulhouse, Ribeauvillé e Thann.
Il dipartimento è stato creato dopo la Rivoluzione francese, il 4 marzo del 1790, in applicazione della legge del 22 dicembre del 1789, a partire dal territorio della provincia di Alsazia.
I confini del dipartimento hanno subito nel tempo numerose modifiche:
- nel 1798 acquisisce Mulhouse, fino ad allora città libera, e gli ultimi cantoni svizzeri meridionali;
- nel 1800 acquisisce interamente il dipartimento del Mont-Terrible;
- nel 1814 perde i territori che avevano fatto parte del Mont-Terrible, rendendoli alla Svizzera, tranne il principato di Montbéliard;
- nel 1816 Montbéliard viene annessa al dipartimento di Doubs;
- nel 1871 con il Trattato di Francoforte gran parte del dipartimento viene annessa alla Germania, mentre la parte rimasta francese costituisce il Territorio di Belfort;
- nel 1919 con il Trattato di Versailles ritorna ad essere a tutti gli effetti francese, restando separato da Belfort.

Il più grande bacino demografico del dipartimento per attività commerciale, industria, educazione e servizi si trova nell'area urbana di Mulhouse, che è la capitale economica del dipartimento che comprende quasi il quadruplo di popolazione rispetto alla prefettura amministrativa Colmar.
Il triangolo formato da Mulhouse, Guebwiller e Thann rappresenta un forte polo attrattivo economico, grazie alle politiche di incentivo all'impiego e allo sfruttamento delle risorse economiche.